# Kanywamukunzi
Kanywamukunzi är ett periodiskt vattendrag i Burundi.   Det ligger i provinsen Muyinga, i den nordöstra delen av landet, 140 kilometer nordost om huvudstaden Bujumbura.
I omgivningarna runt Kanywamukunzi växer huvudsakligen savannskog. Runt Kanywamukunzi är det ganska tätbefolkat, med 93 invånare per kvadratkilometer.